# George Friedrich von Broecker
George Friedrich von Broecker (* 1727 in Pommern; † 31. Januar 1791 in Köslin) war ein preußischer Jurist, zeitweise Präsident des Hofgerichts Köslin.
Sein Vater Albrecht Friedrich von Broecker († 1755) war Landrat im Kreis Saatzig.
George Friedrich von Broecker besuchte ab 1743 das Gymnasium Danzig. Anschließend studierte er Rechtswissenschaften, zunächst ab 1745 an der Universität Königsberg und dann ab 1747 an der Universität Halle.
Er ging in den preußischen Justizdienst. Im Jahre 1765 wurde er als Nachfolger von George Bogislav von Bonin zum Präsidenten des Hofgerichts Köslin ernannt. Doch bereits 1768 wurde er wegen Krankheit verabschiedet; sein Nachfolger wurde Ewald George von Pirch.
Nach 1768 galt George Friedrich von Broecker als geisteskrank und stand unter Betreuung. Das Gut Buchholz, das er von seinem Vater geerbt hatte, verkaufte er im Jahre 1772. Er war Erbherr auf Carmzow und Rieth.
George Friedrich von Broeckers Ehefrau war Freiin Hedwig Charlotte von Innhausen und Knyphausen (* 20. Mai 1722; † 15. November 1804), eine Tochter von Friedrich Ernst zu Innhausen und Knyphausen. Er hinterließ keine Söhne.